# 圣克鲁瓦阿洛兹
圣克鲁瓦阿洛兹（法語：Sainte-Croix-à-Lauze，法語發音：[sɛ̃t kʁwa a loz]）是法国上普罗旺斯阿尔卑斯省的一个市镇，属于福卡尔基耶区。

## 地理
圣克鲁瓦阿洛兹（43°54'31"N, 5°37'2"E）面积8.65 平方千米，位于法国普罗旺斯-阿尔卑斯-蓝色海岸大区上普罗旺斯阿尔卑斯省，该省份为法国东南部内陆省份，北起上阿尔卑斯省，西接沃克吕兹省，西北接德龙省，南至瓦尔省，东临滨海阿尔卑斯省，东北部与意大利接壤。
与圣克鲁瓦阿洛兹接壤的市镇（或旧市镇、城区）包括：吕贝龙山区塞雷斯特、奥珀代特、雷亚讷、瓦谢尔、维安。

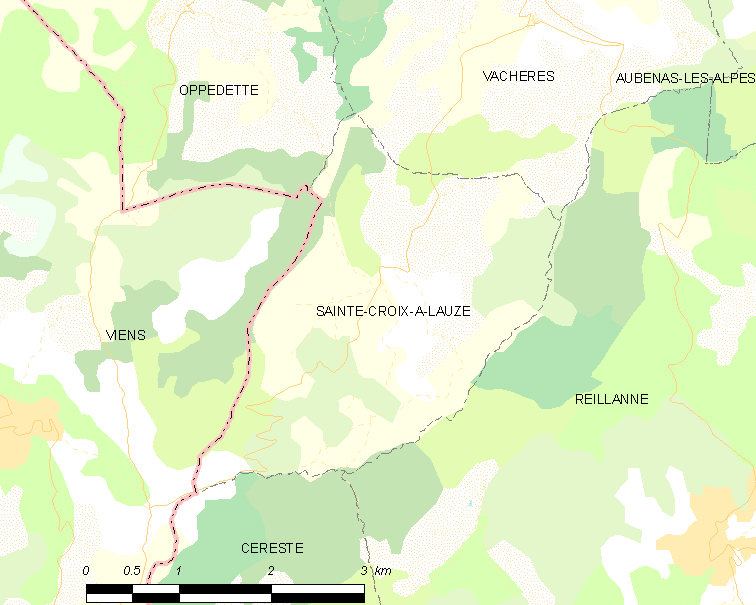
圣克鲁瓦阿洛兹的OSM定位图

圣克鲁瓦阿洛兹的时区为UTC+01:00、UTC+02:00（夏令时）。

## 行政
圣克鲁瓦阿洛兹的邮政编码为04110，INSEE市镇编码为04175。

## 政治
圣克鲁瓦阿洛兹所属的省级选区为雷亚讷县。

## 人口

1962-2008年间圣克鲁瓦阿洛兹人口变化图示

圣克鲁瓦阿洛兹于2022年1月1日时的人口数量为86人。